# Làmpada de descàrrega

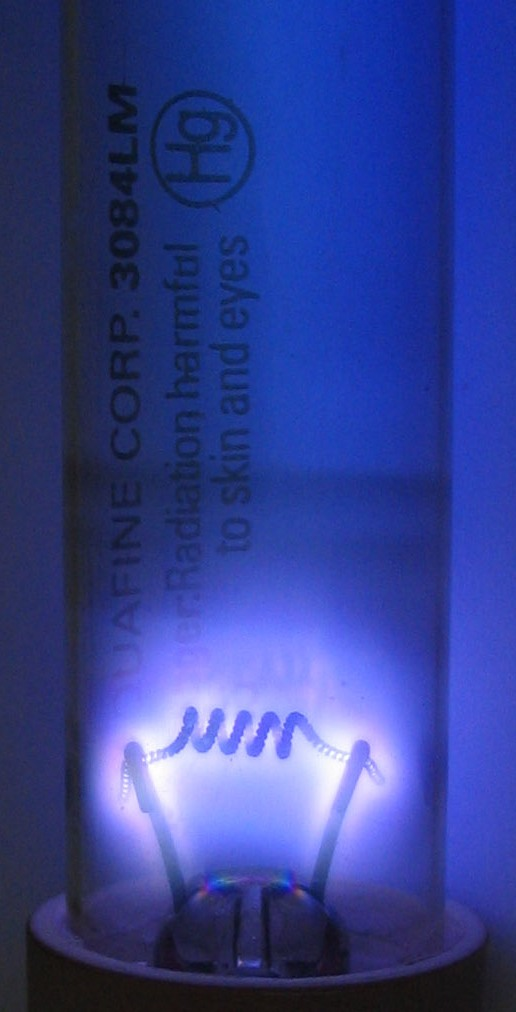
Làmpada germicida: Làmpada de descàrrega de vapor de mercuri de baixa pressió dins un tub de quars.

El funcionament d'una  làmpada de descàrrega  es basa en el fenomen de la luminescència, pel qual es produeixen radiacions lluminoses amb un escàs augment de la temperatura, per la qual cosa se'n diu llum freda.
Les làmpades de descàrrega es poden classificar segons el gas emprat (vapor de mercuri o sodi) o la pressió a la qual es trobi el gas (alta o baixa pressió). Les propietats varien molt de les unes a les altres i això les fa adequades per a uns usos o altres.

## Làmpades de vapor de mercuri

### Làmpades fluorescents
Les làmpades fluorescents són làmpades de vapor de mercuri a baixa pressió (0.8 Pa). En aquestes condicions, a l'espectre d'emissió del mercuri predominen les radiacions ultraviolades a la banda de 253.7 nm. Per tal que aquestes radiacions siguin útils, es recobreixen les parets interiors del tub amb pols fluorescents que converteixen els raigs ultraviolats a radiacions visibles. De la composició d'aquestes substàncies dependran la quantitat i qualitat de la llum, i les qualitats cromàtiques del llum. En l'actualitat es fan servir dos tipus de pols, els que produeixen un espectre continu i els trifòsfors que emeten un espectre de tres bandes amb els colors primaris. De la combinació d'aquests tres colors s'obté una llum blanca que ofereix un bon rendiment de color sense penalitzar l'eficiència com passa en el cas de l'espectre continu.
Els llums fluorescents es caracteritzen per no tenir ampolla exterior. Estan formats per un tub de diàmetre normalitzat, normalment cilíndric, tancat a cada extrem amb un casquet de dos contactes on s'allotgen els elèctrodes. El tub de descàrrega està farcit amb vapor de mercuri a baixa pressió i una petita quantitat d'un gas inert que serveix per facilitar l'encesa i controlar la descàrrega d'electrons. L'eficàcia d'aquestes làmpades depèn de molts factors: potència de la llum, tipus i pressió del gas de farciment, propietats de la substància fluorescent que recobreix el tub, o temperatura ambient. Aquesta darrera és molt important perquè determina la pressió del gas i en darrer terme el flux de la llum. L'eficàcia oscil·la entre els 38 i 91 lm/W depenent de les característiques de cada làmpada.
La durada d'aquestes làmpades se situa entre 5000 i 7000 hores. La seva vida acaba quan el desgast patit per la substància emissora que recobreix els elèctrodes (que s'incrementa amb el nombre de vegades que s'encén), impedeix l'encesa en necessitar una tensió de ruptura superior a la subministrada per la xarxa. A més d'això, hem de considerar la depreciació del flux provocada per la pèrdua d'eficàcia dels pols fluorescents i l'ennegriment de les parets del tub on es diposita la substància emissora. El rendiment en color d'aquestes làmpades varia de moderat a excel·lent segons les substàncies fluorescents emprades. Per a les làmpades destinades a usos habituals que no requereixen gran precisió, el seu valor està entre 80 i 90. De la mateixa manera l'aparença i la temperatura de color varia segons les característiques concretes de cada làmpada.
| Aparença de color | Tcolor (K) |
| ----------------- | ---------- |
| Blanc càlid       | 3.000      |
| Blanc             | 3.500      |
| Natural           | 4.000      |
| Blanc fred        | 4.200      |
| Llum dia          | 6.500      |

Els llums fluorescents necessiten per al seu funcionament la presència d'elements auxiliars. Per limitar el corrent que travessa el tub de descàrrega utilitzen el balast i per l'encesa hi ha diverses possibilitats que es poden resumir en arrencada amb encebador o sense. En el primer cas, l'encebador s'utilitza per escalfar els elèctrodes abans de sotmetre'ls a la tensió d'arrencada. En el segon cas tenim les llums d'arrencada ràpida en les quals s'escalfen contínuament els elèctrodes i les d'arrencada instantània en què la ignició s'aconsegueix aplicant una tensió elevada. Més modernament han aparegut les làmpades fluorescents compactes que porten incorporat el balast i l'encebador. Són llums petits amb casquet de rosca o baioneta pensats per a substituir les làmpades incandescents amb estalvis de fins al
70% d'energia i unes bones prestacions.

### Làmpades de vapor de mercuri a alta pressió
A mesura que augmentem la pressió del vapor de mercuri en l'interior del tub de descàrrega, la radiació ultraviolada característica de la llum a baixa pressió perd importància respecte de les emissions a la zona visible (violeta de 404.7 nm, blau 435.8 nm, verd 546.1 nm i groc 579 nm). En aquestes condicions la llum emesa, de color blau verdós, no conté radiacions vermelles.
Per resoldre aquest problema s'acostuma a afegir substàncies fluorescents que emetin en aquesta zona de l'espectre. D'aquesta manera es milloren les característiques cromàtiques del llum. La temperatura de color es mou entre 3500 i 4.500 K amb índexs de rendiment en color de 40 a 45 normalment. La vida útil, tenint en compte la depreciació, s'estableix en unes 8.000 hores. L'eficàcia oscil·la entre 40 i 60 lm/W i
augmenta amb la potència, encara que per una mateixa potència és possible d'incrementar l'eficàcia afegint un recobriment de pols fosforescents que converteixin la llum ultraviolada en visible.
Els models més habituals d'aquestes làmpades tenen una tensió d'encesa entre 150 i 180 V que permet connectar-les a la xarxa de 220 V sense necessitat d'elements auxiliars. Per encendre-les es recorre a un elèctrode auxiliar proper a un dels elèctrodes principals que ionitza el gas inert contingut en el tub i facilita l'inici de la descàrrega entre els elèctrodes principals. A continuació s'inicia un període transitori d'uns quatre minuts, caracteritzat perquè la llum passa d'un to violeta a blanc blavós, a què es produeix la vaporització del mercuri i un increment progressiu de la pressió del vapor i el flux lluminós fins a arribar als valors normals. Si en aquests moments
s'apagués el llum no seria possible la seva reencesa fins que es refredés, ja que l'alta pressió del mercuri faria necessària una tensió de ruptura molt alta.

### Làmpades de llum de mescla
Les làmpades de llum de mescla són una combinació d'una làmpada de mercuri a alta pressió amb una làmpada incandescent i, habitualment, un recobriment fosforescent. El resultat d'aquesta barreja és la superposició de l'espectre del mercuri sobre l'espectre continu característic de la llum incandescent i les radiacions vermelles provinents de la fosforescència.
La seva eficàcia se situa entre 20 i 60 lm/W i és el resultat de la combinació de l'eficàcia d'una làmpada incandescent amb la d'una làmpada de descàrrega. Aquestes làmpades ofereixen una bona reproducció del color amb un rendiment en color de 60 i una temperatura de color de 3600 K. La durada ve limitada peel temps de vida del filament que és la principal causa d'error. Pel que fa a la depreciació del flux cal considerar dues causes. D'una banda tenim l'ennegriment de l'ampolla per culpa del wolframi evaporat i d'altra banda la pèrdua d'eficàcia dels pols fosforescents. En general, la vida mitjana se situa al voltant de les 6.000 hores.
Una particularitat d'aquestes làmpades és que no necessiten balast, ja que el mateix filament actua com a estabilitzador del corrent. Això les fa adequades per substituir els llums incandescents sense necessitat de modificar les instal·lacions.

### Làmpades amb halogenurs metàl·lics
Si afegim en el tub de descàrrega iodurs metàl·lics (sodi, tal·li, indi ...) s'aconsegueix millorar considerablement la capacitat de reproduir el color de la làmpada de vapor de mercuri. Cadascuna d'aquestes substàncies aporta noves línies a l'espectre (per exemple
groc el sodi, verd el tal·li i vermell i blau l'indi).
Els resultats d'aquestes aportacions són una temperatura de color de 3.000-6.000 K depenent dels iodurs afegits i un rendiment del color d'entre 65 i 85. L'eficiència d'aquestes làmpades ronda entre els 60 i 96 lm/W i la seva vida mitjana és d'unes 10000 hores. Tenen un període d'encesa d'uns deu minuts, que és el temps necessari fins que s'estabilitza la descàrrega. Per al seu funcionament és necessari un
dispositiu especial d'encesa, ja que les tensions d'arrencada són molt elevades (1500-5000 V).
Les excel·lents prestacions cromàtiques la fan adequada entre altres per la il·luminació d'instal·lacions esportives, per retransmissions de TV, estudis de cinema, projectors, etc.

## Làmpades de vapor de sodi

### Làmpades de vapor de sodi a baixa pressió
La descàrrega elèctrica en un tub amb vapor de sodi a baixa pressió produeix una radiació monocromàtica característica formada per dues ratlles en l'espectre (589 nm i 589.6 nm) molt properes entre si.
La radiació emesa, de color groc, està molt propera al màxim de sensibilitat de l'ull humà (555 nm). Per això, l'eficàcia d'aquestes làmpades és molt elevada (entre 160 i 180 lm/W). Altres avantatges que ofereix són que permet una gran comoditat i agudesa visual, a més d'una bona percepció de contrasts. Per contra, el seu monocromatisme fa que la reproducció de colors i el rendiment en color siguin molt dolents fent impossible distingir els colors dels objectes.
La vida mitjana d'aquestes làmpades és molt elevada, d'unes 15.000 hores i la depreciació de flux lluminós que pateixen al llarg de la seva vida és molt baixa pel que la seva vida útil és d'entre 6000 i 8000 hores. Això amb la seva alta eficiència i els avantatges visuals que ofereix la fan molt adequada per a usos d'enllumenat públic, encara que també es fa servir amb finalitats decoratives. Pel que fa al final de la seva vida útil, aquest es produeix per esgotament de la substància emissora d'electrons com passa en altres làmpades de descàrrega, encara que també es pot produir per deteriorament del tub de descàrrega o de l'ampolla exterior.
En aquestes làmpades el tub de descàrrega té forma d'U per disminuir les pèrdues per calor i reduir la mida de la llum. Està elaborat de materials molt resistents, ja que el sodi és molt corrosiu i se li practiquen unes petites esquerdes per facilitar la concentració del sodi i que es vaporitzi a la temperatura menor possible. El tub està tancat en una ampolla en què s'ha practicat el buit a fi d'augmentar l'aïllament tèrmic. D'aquesta manera s'ajuda a mantenir l'elevada temperatura de funcionament necessària a la paret del tub (270° C).
El temps d'arrencada d'un llum d'aquest tipus és d'uns deu minuts. És el temps necessari des que s'inicia la descàrrega en el tub en una mescla de gasos inerts (neó i argó) fins que es vaporitza tot el sodi i comença a emetre llum. Físicament això es correspon a passar d'una llum vermella (pròpia del neó) a la groga característica del sodi. Es procedeix així per reduir la tensió d'encesa.

### Làmpades de vapor de sodi a alta pressió
Els llums de vapor de sodi a alta pressió tenen una distribució espectral que abasta gairebé tot l'espectre visible proporcionant una llum blanca daurada molt més agradable que la proporcionada per les làmpades de baixa pressió.
Les conseqüències d'això és que tenen un rendiment en color (Tcolor = 2100 K) i capacitat per reproduir els colors molt millors que la de les llums a baixa pressió (IRC = 25, encara que hi ha models de 65 i 80). No obstant, això s'aconsegueix a base de sacrificar eficàcia, encara que el seu valor que ronda els 130 lm/W segueix sent un valor alt comparat amb els d'altres tipus de làmpades.
La vida mitjana d'aquest tipus de làmpades ronda les 20.000 hores i la seva vida útil entre 8000 i 12.000 hores. Entre les causes que limiten la durada de la llum, a més d'esmentar la depreciació del flux hem de parlar de l'error per fuites en el tub de descàrrega i de l'increment progressiu de la tensió d'encesa necessària fins a nivells que impedeixen el seu correcte funcionament.
Les condicions de funcionament són molt exigents a causa de les altes temperatures (1000 °C), la pressió i les agressions químiques produïdes pel sodi que ha de suportar el tub de descàrrega. Al seu interior hi ha una barreja de sodi, vapor de mercuri, que actua com a amortidor de la descàrrega, i xenó, que serveix per facilitar l'arrencada i reduir les pèrdues tèrmiques. El tub està envoltat per una ampolla en què s'ha fet el buit. La tensió d'encesa d'aquestes làmpades és molt elevada i el seu temps d'arrencada és molt breu.
Aquest tipus de làmpades tenen molts usos possibles tant en il·luminació d'interiors com d'exteriors. Alguns exemples són en il·luminació de naus industrials, enllumenat públic o il·luminació decorativa.